# アイリックコーポレーション
株式会社アイリックコーポレーション（英: IRRC Corporation）は、東京都文京区に本社を置く、来店型の保険代理店を運営する企業である。生命保険コンサルタント業(生命保険代理店)、 損害保険代理業、フランチャイズ店舗展開事業、保険販売支援に関するソリューション事業、システム事業を手掛けている。

## 概要
現代表取締役社長CEOである勝本竜二が、銀行・保険会社での勤務を経て1995年に設立。1997年に保険業法の改正に合わせて、生命保険、損害保険の乗合代理店登録を行い、複数の保険会社の保険商品を取り扱う生命保険媒介業並びに損害保険代理業として営業を開始。1999年12月に日本で初めてとなる来店型保険ショップチェーン「保険クリニック」 をスタートした。
近年は「人と保険の未来をつなぐ　Fintech Innovation」を企業テーマとしてかかげ、フィンテック・インシュアテックなどのシステム領域にも力を入れている。

## 特色
- 来店型の乗合保険ショップは、保険の見直しを行うためのコンサルティング機能が不可欠であるが、同社は、すべての保険証券の分析が可能な「保険IQシステム」を自社で開発することでコンサルティング機能を磨き上げ、「保険クリニック」の競争力の源泉のひとつとしている[2]。
- 2019年6月にTSUTAYAとの業務提携を発表。「TSUTAYA」内に保険ショップを併設する店舗を拡大するとしている[3]。
- フィンテック・インシュアテックにも力を入れている。
  - 2019年8月に三井ダイレクト損害保険、NTTイフと共同で自動車保険の見積もり自動化サービスを開始[4]。
  - 新型コロナウイルス感染症拡大を受け、2020年5月にはインターネット経由での保険販売サービスに参入した[5]。
  - 2020年11月にメディケア生命保険、チューリッヒ生命、ユビコムホールディングス、アシストほかと共同で、入院時に契約者に払う入院給付金の手続きがスマートフォンで済むシステムを開発すると発表した[6]。
  - 2021年3月19日に「いっきゅうファミリーの保険ロボアドバイザー」をリリース。

## 沿革
- 1995年7月 - 東京都新宿区に株式会社アイリックコーポレーションを設立
- 1997年12月 - 複数の保険会社の保険商品を取り扱う生命保険媒介業並びに損害保険代理業として営業を開始
- 1999年9月 - 本社を東京都文京区に移転
- 1999年12月 - 日本初の来店型乗合保険ショップ「保険クリニック」を開設
- 2002年7月 - 子会社としてシステム開発会社である株式会社インフォディオ（本社：東京都文京区）を設立
- 2004年4月 - 保険分析・検索システム「保険IQシステム」を開発
- 2004年7月 - 日本初の保険ショップフランチャイズ展開を大阪と千葉で開始。
- 2005年3月 - 株式会社インフォディオを株式交換により100％子会社化
- 2013年1月 - 株式会社ユニバーサルアンダーライタース社と経営統合
- 2018年9月 - 東京証券取引所マザーズ市場に株式を上場
- 2022年4月 - 東京証券取引所再編により、グロース市場へ移行

## 女性の活躍
- 2020年6月 - 厚生労働大臣「女性活躍推進法に基づく優良企業」として「えるぼし」の最高位を取得。
- 2021年5月 - 東洋経済新報社『CSR企業白書2021』女性部長率ランキングで5位（女性部長率50％）にランクイン[7]。
- 2021年8月 - 東洋経済新報社『CSR企業総覧（雇用・人材活用編）』女性管理職の比率が高い企業ランキング200で22位（女性管理職比率40.7％）にランクイン[8]。
- 2021年12月 -「女性部長の比率が高い会社」ランキングTOP50で7位（女性部長比率50％）にランクイン[9]。